# SMS Breslau (1911)
«Бреслау» (нем. Breslau) — германский лёгкий крейсер типа «Магдебург» времён Первой мировой войны.
В 1914 году передан Турции, где получил имя Midilli (турецкое название острова Лесбос). Вместе с линейным крейсером «Гёбен» вёл операции на Чёрном море. Использовался для уничтожения судов снабжения Русской армии на Кавказском фронте.
20 января 1918 года после боя у острова Имброс подорвался на минах и затонул с большей частью команды в точке 40°05′ с. ш. 26°02′ в. д..

## Постройка
Постройка «Бреслау» была начата на верфи «Вулкан» в Штеттине в начале 1910 года. На воду он спущен 16 мая 1911 года, вступил в строй весной 1912-го.

## Технические характеристики
Длина крейсера составляла 138,7 м (136 м по ватерлинии), ширина — 13,5 м, осадка — 4,93 м, водоизмещение — 4564 т.
На «Бреслау» были установлены 12 скорострельных 105 мм/45 орудий в штыревых палубных установках, два подводных 500-мм торпедных аппарата. Крейсер нёс 120 морских мин и устройства для их сброса. Численность команды составляла 373 человека.
В 1916 году взамен четырёх концевых, стоявших попарно, орудий установили два 15-см орудия, в 1917 году поставили ещё  четыре ил шесть таких орудия.
Две турбины AEG-Vulcan общей мощностью 33 482 л. с. и четыре винта позволяли развить скорость 27,5 узла. При полном запасе 1200 тонн угля и экономической скорости 12 узлов «Бреслау» мог пройти 5820 морских миль.

## Служба
В ноябре 1912 года крейсер вместе с «Гёбеном» вошёл в состав «дивизии Средиземного моря».
Первую мировую провел в основном на Чёрном море. 20 января 1918 года подорвался на минном поле в 15 милях от Дарданелл, у острова Имброс, и затонул на глубине 77 метров.

## Командиры
- 05.1912 — 09.1913 — Фрегаттен-капитан Леберехт фон Клитцинг
- 10.1913 — 01.1915 — Фрегаттен-капитан Пауль Кеттнер
- 01.1915 — 02.1915 — Корветтен-капитан Рудольф Мадлунг
- 02.1915 — 08.1915 — Капитан-цур-зее Леберехт фон Клитцинг
- 09.1915 — 07.1917 — Корветтен-капитан Вольфрам Кнорр
- 08.1917 — 01.1918 — Фрегаттен-капитан (капитан-цур-зее) Георг фон Хиппель

## Известные люди, служившие на корабле
- Карл Дёниц, гросс-адмирал, командующий подводным флотом гитлеровской Германии